# 충남대로
충남대로 (忠南大路, Chungnam-daero)는 충청남도 홍성군 홍북읍 도청사거리와 예산군 응봉면 응봉2교차로를 잇는 도로이다.

## 주요 경유지
충청남도
- 홍성군 (홍북읍) - 예산군 (응봉면)

## 노선
전 구간 지방도 제602호선에 속하므로 이 노선에 대한 별도 표기는 생략한다.
| 이름             | 접속 노선                   | 소재지 | 소재지 | 비고 |
| ---------------- | --------------------------- | ------ | ------ | ---- |
| 도청사거리       | 지방도 제609호선 (도청대로) | 홍성군 | 홍북읍 |      |
| 교육청사거리     | 청사로                      | 홍성군 | 홍북읍 |      |
| 적십자사사거리   | 의향로                      | 홍성군 | 홍북읍 |      |
| 두레마을사거리   | 홍예로                      | 홍성군 | 홍북읍 |      |
| (교량 명칭 미상) |                             | 홍성군 | 홍북읍 |      |
| 홍북 교차로      | 홍북로                      | 홍성군 | 홍북읍 |      |
| 홍북터널         |                             | 홍성군 | 홍북읍 |      |
| 삽교천교         |                             | 홍성군 | 홍북읍 |      |
| 산수과선교       |                             | 홍성군 | 홍북읍 |      |
| 산수교           |                             | 홍성군 | 홍북읍 |      |
| 산수 교차로      | 금북로                      | 홍성군 | 홍북읍 |      |
| 계정 교차로      | 주령계정길                  | 예산군 | 응봉면 |      |
| 계령교           |                             | 예산군 | 응봉면 |      |
| 예산산단 교차로  | 예당로                      | 예산군 | 응봉면 |      |
| 응봉교           |                             | 예산군 | 응봉면 |      |
| 응봉1 교차로     | 효림송석길                  | 예산군 | 응봉면 |      |
| 송석교           |                             | 예산군 | 응봉면 |      |
| 응봉2 교차로     | 국도 제21호선 (충서로)      | 예산군 | 응봉면 |      |
| 충서로와 직결    |                             |        |        |      |

## 주요 건물 및 시설
- 충청남도청 (충남대로 21/신경리 538)
- 카페베네 충남도청점 (충남대로 24/ 신경리 893)
- BBQ 충남도청점 (충남대로 24/ 신경리 893)
- 삼천리자전거 내포신도시점  (충남대로 24/ 신경리 893)
- 한국국토정보공사 대전세종충남지역본부 (충남대로 30/신경리 894)
- 이디야커피 내포아르페온점 (충남대로 31/신경리 896)
- 충남농촌융복합산업센터 (충남대로 50/신경리 897)
- 농협중앙회 충남지역본부 (충남대로 64/신경리 899)
- 대한적십자사 충청남도지사 (충남대로 118/신경리 938)